# 152 mm armata wz. 1910/30
152 mm armata wz. 1910/30 (ros. 152-мм пушка образца 1910/30 годов) – radziecka ciężka armata polowa. Zmodernizowana wersja 152 mm armaty wz. 1910.

## Historia
W 1910 roku do uzbrojenia armii rosyjskiej przyjęto 152 mm armatę wz. 1910. Po rewolucji produkcję tych dział kontynuowano i w 1930 roku Armia Czerwona miał na stanie 67 dział tego typu. W tym samym roku w KB GAU powstał projekt zmodernizowanej wersji armaty wz. 1910. Modernizacja miał na celu zwiększenie donośności wystrzeliwanych pocisków.
W celu zwiększenia donośności dokonano szeregu zmian w konstrukcji działa. Zwiększono objętość komory nabojowej i powiększono w ten sposób maksymalna masę ładunku miotającego. W celu zwiększenia maksymalnego kąta podniesienia lufy skrócono długość odrzutu. Ponieważ zwiększenie ładunku miotającego przy skróconym odrzucie zwiększyłoby siły działające na łoże podczas strzału, lufę wyposażono w hamulec wylotowy. Aby poprawić wyważenie lufy, czopy łączące kołyskę lufy z łożem przesunięto o 50 mm do przodu. Ponieważ nie zmodernizowano łoża, szybkość marszowa nie uległa zmianie i działo nadal było słabo dostosowane do współpracy z jednostkami zmechanizowanym.
Armata wz. 1910/30 miało łoże jednoogonowe. Lufa zakończona hamulcem wylotowym, zamek śrubowy. Oporopowrotnik hydropneumatyczny. Koła stalowe z gumowymi bandażami. Trakcja konna lub mechaniczna. Lufa armaty była transportowana po oddzieleniu od łoża.
Prototyp zmodernizowanego działa został wykonany w zakładach Krasnyj Putiłowiec 1 kwietnia 1930 roku. Po próbach prototypu zmodernizowane działo zostało przyjęte do uzbrojenia jako 152 mm armata wz. 1910/30. Produkcję armat tego typu uruchomiono w zakładach Krasnyj putiłowiec, a następnie Bolszewik i Barrikada. Jednocześnie z produkcją nowych dział modernizowano wcześniej wyprodukowane dział wz. 1910.
Produkcja dział wz. 1910/30 została zakończona w 1935 roku po skonstruowaniu armaty wz. 1910/34, czyli połączenia lufy armaty wz. 1910/30 z łożem armaty wz. 1931.
1 listopada 1936 roku Armia Czerwona posiadała 152 armaty wz. 1910/30. Były one uzbrojeniem pułków artylerii korpuśnej.

## Amunicja
| Rodzaje pocisków                                                     |                 |             |                                |                          |              |
| Rodzaj                                                               | Wzór            | Masa, kg    | Masa materiału wybuchowego, kg | Prędkość początkowa, m/s | Donośność, m |
| Amunicja przeciwpancerna                                             |                 |             |                                |                          |              |
| pocisk przeciwpancerny zwykły, APHE                                  | BR-540          | 48,8        | 0,66                           | 600                      | 4,000        |
| pocisk przeciwpancerny z czepcem balistycznym, APBC (from late 1944) | BR-540B         | 46,5        | 0,48                           | 600                      | 4,000        |
| morski pocisk półprzeciwpancerny                                     | ob. 1915/28     | 51,07       | 3,2                            | 573                      | 5,000        |
| kumulacyjny HEAT                                                     | BP-540          | 27,44       |                                | 680                      | 3,000        |
| Amunicja przeciwbetonowa                                             |                 |             |                                |                          |              |
| przeciwbetonowy haubiczny                                            | G-530 / G-530Sz | 40,0        | 5,1                            | 665                      | 15,600       |
| przeciwbetonowy armatni                                              | G-545           | 56,0        | 4,2                            |                          |              |
| Amunicja odłamkowa, burząca i odłamkowo-burząca                      |                 |             |                                |                          |              |
| pociski armatnie                                                     |                 |             |                                |                          |              |
| odłamkowo-burzący, stalowy                                           | OF-540          | 43,6        | 5,9-6,25                       | 650                      | 16,800       |
| odłamkowo-burzący, stalowy                                           | OF-540Ż         | 43,6        | 5,9-6,25                       |                          |              |
| burzący, stary                                                       | F-542           | 38,1        | 5,86                           | 660                      | 13,800       |
| burzący, stary                                                       | F-542G          | 38,52       | 5,83                           |                          |              |
| burzący, stary                                                       | F-542SzG        | 41,0        | 5,93                           |                          |              |
| burzący, stary                                                       | F-542Sz         | 40,6        | 6,06                           | 650                      | 12,800       |
| burzący, stary                                                       | F-542SzU        | 40,86       | 5,96                           |                          |              |
| burzący, stary                                                       | F-542U          | 38,36       | 5,77                           |                          |              |
| pociski haubiczne                                                    |                 |             |                                |                          |              |
| odłamkowo-burzący, stalowy                                           | OF-530          | 40,0        | 5,47-6,86                      |                          |              |
| odłamkowo-burzący, stalowo-żeliwny                                   | OF-530A         | 40,0        | 5,66                           |                          |              |
| burzący, stary                                                       | F-533           | 40,41       | 8,0                            |                          |              |
| burzący, stary                                                       | F-533K          | 40,68       | 7,3                            |                          |              |
| burzący, stary                                                       | F-533N          | 41,0        | 7,3                            |                          |              |
| burzący, stary                                                       | F-533U          | 40,8        | 8,8                            |                          |              |
| burzący, stalowo-żeliwny, stary francuski                            | F-534F          | 41,1        | 3,9                            |                          |              |
| burzący dla 152 mm mortiry wz. 1931                                  | F-521           | 41,7        | 7,7                            |                          |              |
| burzący dla brytyjskiej haubicy Vickers                              | F-531           | 44,91       | 5,7                            |                          |              |
| Szrapnele                                                            |                 |             |                                |                          |              |
| szrapnel z 45 s. zapalnikiem czasowym                                | Sz-501          | 41,16-41,83 | 0,5 (680—690 lotek)            |                          |              |
| szrapnel z zapalnikiem czasowym T-6                                  | Sz-501T         | 41,16       | 0,5 (680—690 lotek)            |                          |              |
| Amunicja oświetlająca                                                |                 |             |                                |                          |              |
| oświetlający, 40 s.                                                  | S 1             | 40,2        |                                |                          |              |
| Amunicja chemiczna                                                   |                 |             |                                |                          |              |
| odłamkowo-chemiczny                                                  | OCh-540         |             |                                |                          |              |
| chemiczny, haubiczny                                                 | ChS-530         | 38,8        |                                |                          |              |
| chemiczny, haubiczny                                                 | ChN-530         | 39,1        |                                |                          |              |
| chemiczny (powojenny)                                                | ZChZ            |             |                                |                          |              |

| Przebijalność pancerza                                                                     |                       |                       |
| BR-540 (APHE)                                                                              |                       |                       |
| Odległość, m                                                                               | Kąt uderzenia 60°, mm | Kąt uderzenia 90°, mm |
| 500                                                                                        | 105                   | 125                   |
| 1000                                                                                       | 95                    | 115                   |
| 1500                                                                                       | 85                    | 105                   |
| 2000                                                                                       | 75                    | 90                    |
| BR-540B (APBC)                                                                             |                       |                       |
| Odległość, m                                                                               | Kąt uderzenia 60°, mm | Kąt uderzenia 90°, mm |
| 500                                                                                        | 105                   | 130                   |
| 1000                                                                                       | 100                   | 120                   |
| 1500                                                                                       | 95                    | 115                   |
| 2000                                                                                       | 85                    | 105                   |
| Morski półprzeciwpancerny ob. 1915/28                                                      |                       |                       |
| Odległość, m                                                                               | Kąt uderzenia 60°, mm | Kąt uderzenia 90°, mm |
| 100                                                                                        | 110                   | 136                   |
| 500                                                                                        | 104                   | 128                   |
| 1000                                                                                       | 97                    | 119                   |
| 1500                                                                                       | 91                    | 111                   |
| 2000                                                                                       | 85                    | 105                   |
| Wartości podane zgodnie z sowieckimi normami (prawdopodobieństwo penetracji pancerza 75%). |                       |                       |